# Protapanteles dalosoma
Protapanteles dalosoma är en stekelart som först beskrevs av De Santis 1987.  Protapanteles dalosoma ingår i släktet Protapanteles och familjen bracksteklar. Inga underarter finns listade i Catalogue of Life.